# Nando de Colo

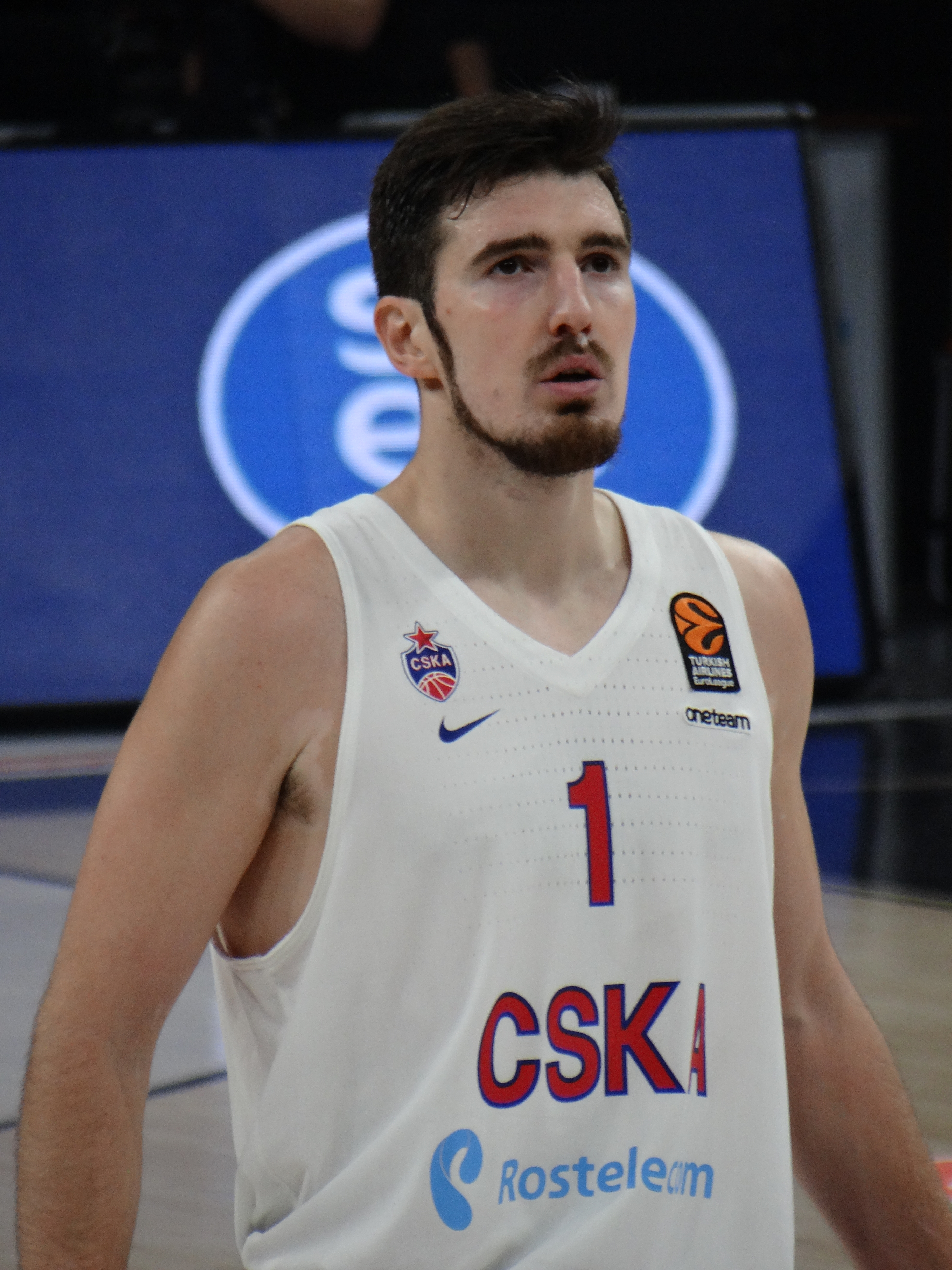

Nando de Colo, né le 23 juin 1987 à  Sainte-Catherine dans le Pas-de-Calais, est un joueur de basket-ball international français. Nando de Colo évolue aux postes de meneur et arrière.
Il fait ses débuts en professionnel avec le club de Cholet Basket avec lequel il remporte son premier titre lors de la Semaine des As 2008, compétition dont il est également nommé MVP. Il remporte cette même saison le titre de MVP français de la saison de Pro A. Choisi en 53e position par les Spurs de San Antonio lors de la draft 2009 de la NBA, il poursuit sa carrière en Europe avant de passer deux ans en NBA avec un rôle mineur. En 2014, il retrouve un rôle majeur en Europe au CSKA Moscou et remporte avec ce club l'Euroligue 2015-2016 dont il est élu MVP de la saison régulière et du Final Four, puis l'Euroligue 2018-2019.
En équipe de France de 2008 à 2024, il est médaillé d'argent lors du championnat d'Europe 2011 en Lituanie. En septembre 2013, il remporte le championnat d'Europe avec l'équipe de France. Il obtient également le bronze au championnat d'Europe 2015 puis à la Coupe du monde 2019. Il remporte la médaille d'argent aux Jeux olympiques de Tokyo en 2021 puis aux Jeux olympiques de Paris en 2024.

## Biographie

### Formation
De Colo commence le basket-ball à l'âge de cinq ans en 1992 à l'ASPTT Arras.
En 1998, il part jouer durant deux ans au RC Lens en benjamins région. Puis, en 2000, il signe pour deux saisons à l'USA Liévin en minimes France. Parallèlement, il s'entraîne la semaine au Pôle Espoirs régional du CREPS de Wattignies et est sélectionné dans l'équipe du Nord-Pas-de-Calais.
Il participe au camp d'été du Cholet Basket où il attire l'attention de Jean-François Martin. Après deux années à Wattignies, il suscite de l'intérêt pour les centres de formation choletais et gravelinois.
À 15 ans, en 2002, il choisit de partir à Cholet.

### Débuts et Cholet (2002-2009)
Le Turc Erman Kunter, qui succède à Ruddy Nelhomme au poste d'entraîneur, l'introduit dans l'équipe première, d'abord comme stagiaire puis en signant son premier contrat professionnel. Il dispute finalement 28 rencontres lors de la saison régulière 2006-2007 avec un temps de jeu de 24 minutes, temps dont il profite pour apporter 8,04 points, 2,64 rebonds et 2,07 passes. En juillet, il confirme sa progression au sein de l'équipe de France de basket-ball des 20 ans et moins. La France termine à la neuvième place du championnat d'Europe et il est le meilleur marqueur français avec 17,9 points, statistique à laquelle il ajoute 4,0 rebonds et 3,4 passes.
Lors de la saison 2007-2008, Kunter confie la base arrière de son équipe, le poste de meneur et celui de second arrière, à deux jeunes français, Steed Tchicamboud et Nando de Colo. Celui-ci obtient dans un premier temps le titre de MVP du All-Star Game 2007 de Pro A. En février, ses statistiques lors de la Semaine des As 2008, 18 points en quart, 22 en demi-finale face à l'ASVEL Lyon-Villeurbanne et surtout 17 points, 12 rebonds et 6 passes en finale face à Vichy, lui valent d'obtenir le titre de MVP de la compétition remportée par Cholet sur le score de 67 à 40. En mars 2008, il participe au All-Star Game de l'Eurocoupe, marquant 24 points et réalisant 5 rebonds, 3 passes décisives et une interception en 30 minutes. Avec des statistiques de 15,09 points, 3,2 rebonds et 3,66 passes de moyenne par rencontre pour 29 minutes de temps de jeu, il est élu, le 17 mai, MVP français de la saison de Pro A  ainsi que « joueur ayant le plus progressé ». Durant les deux matchs de playoffs opposant Cholet au Mans, ses statistiques sont de 12,5 points, 3,5 rebonds et 2 passes. Cholet s'incline finalement 62 à 82 puis 65 à 74. Durant cette même saison, Cholet dispute une deuxième finale, celle de la coupe de France. Lors de celle-ci, l'ASVEL l'emporte sur le score de 86 à 76 dans une rencontre où de Colo marque 23 points mais sort à une minute du terme après deux dernières fautes sur Laurent Foirest.
Nando de Colo s'est inscrit pour la Draft 2008 de la NBA mais retire son nom à une semaine de la draft de manière à conserver ses chances pour celle de 2009.
Le nouveau sélectionneur de l'équipe de France, Michel Gomez, qui était déjà le sélectionneur de l'équipe des moins de 20 ans l'année précédente, le choisit pour la campagne de qualification pour le championnat d'Europe 2009. Cette préparation débute en l'absence des joueurs de NBA. De Colo connaît sa première sélection sous le maillot bleu le 31 juillet 2008 à Bormio en Italie, face à Israël, rencontre où il inscrit 7 points en 24 minutes lors d'une défaite 67 à 84. Sa première campagne avec les Bleus est une réussite sur le plan personnel, même si la France ne se qualifie pas directement pour le Championnat d'Europe de basket-ball 2009. Sur les quinze rencontres qu'il dispute, il termine à six reprises meilleur marqueur des Bleus, avec en particulier sa dixième sélection, contre la Belgique, où il marque 28 points à 9/9 au tir (4/4 à 3 points) en 27 minutes.
Durant ce même été, il annonce avoir été contacté par le MBK Dynamo Moscou qui proposerait 500 000 euros pour racheter les deux ans de contrat qu'il doit encore à son club. Finalement, le président de Cholet, qui réclame 1 million d'euros, le convainc de rester une dernière saison dans le club des Mauges.
La saison suivante est plus difficile. Il est devenu la cible des défenses adverses. Il connait également une interruption de trois semaines en raison d'une fracture du nez lors d'un quart de finale d'EuroChallenge face au BK Kiev. Il fait son retour à l'occasion du Final Four de cette même compétition disputé à Bologne. Après avoir éliminé le club russe de BC Triumph 81 à 78, Cholet rencontre la Virtus Bologne. Lors de cette rencontre, finalement perdue 77 à 75, Nando de Colo inscrit 24 points, capte 4 rebonds et réalise en fin de rencontre deux interceptions qui permettent à son équipe de se rapprocher des Italiens. De Colo manque toutefois le dernier panier (pour une possible prolongation).
Peu avant la Draft 2009 de la NBA, il signe un contrat de deux ans avec le club espagnol de Valencia Basket Club, pour évoluer en Liga ACB. Ce contrat est toutefois assorti d'une clause libératoire pour la NBA. Il est ensuite choisi en 53e position par les Spurs de San Antonio lors de la Draft 2009 de la NBA. Ne pouvant pas accéder à un contrat garanti en raison de sa position en deuxième tour, il décide de poursuivre sa carrière en Europe, les Spurs désirant également qu'il acquière davantage d'expérience. L'encadrement de l'équipe de France craint alors que Nando de Colo soit absent pour l'été 2009 pour participer à des ligues d'étés avec les Spurs, mais de Colo confirme sa présence avec les Bleus.
Sa deuxième campagne avec les Bleus commence lors des repêchages pour le championnat d'Europe de basket-ball 2009. De Colo confirme alors son rôle de sixième homme de l'équipe. Il inscrit notamment le panier de la victoire qui permet à la France de battre la Hongrie en préparation au Stade Pierre-de-Coubertin. En phase de poule contre l'Italie et la Finlande, il tourne à 9,0 points par match à 54 % au tir (50 % à 3 points), 1,5 rebond, 1,5 passe décisive, 8,8 à l'évaluation. Il finit notamment meilleur marqueur français lors du dernier match perdu par les Français face à la Finlande avec 18 points. La France obtient sa qualification en éliminant la Belgique lors du tour de barrage entre les deux équipes. Lors du championnat d'Europe, la France termine les deux premiers tours invaincue, avec une victoire lors de la dernière rencontre du second tour face aux Grecs sur un dernier panier de De Colo. Toutefois, cette victoire contraint les Français à affronter les Espagnols en quart de finale, ceux-ci ayant connu un début de compétition difficile avec l'absence sur blessure de Pau Gasol. L'Espagne l'emporte 86 à 66 et remporte plus tard le titre européen. Les Français remportent ensuite leurs deux derniers matchs pour finir à la cinquième place. De Colo termine la compétition avec 7,3 points, 1,9 rebond et 1,2 passe décisive en 16,3 minutes. Sa meilleure performance est de 15 points lors du dernier match face à la Croatie.

### Valence (2009-2012)
Son nouvel entraîneur Neven Spahija décide de faire jouer de Colo sur le poste de meneur. Il prend rapidement ses marques sur ce nouveau poste et devient un titulaire indiscutable du club. En février, il obtient le titre de MVP de la 21e journée de Liga ACB. Lors de cette rencontre, une victoire 87 à 67 face à Grenada, il réussit 29 points à 11 sur 14 aux tirs, 3 sur 4 à trois-points, 4 sur 4 aux lancers-francs, 3 rebonds, 5 passes décisives et 3 interceptions en 29 minutes pour une évaluation de 37,.
Il réalise également une excellente saison sur la scène européenne. Il est ainsi nommé meilleur meneur de l'ULEB Eurocup, compétition qu'il remporte avec son club malgré une blessure peu avant le Final Four de Vitoria. Lors de la finale victorieuse face à l'ALBA Berlin sur le score de 67 à 44, il inscrit 7 points en 25 minutes, avec également 5 rebonds et 2 passes. Le club de Valence termine finalement à la quatrième place de la phase régulière de la Liga ACB. En quart de finale, le club s'incline en deux manches face à l'Unicaja Málaga, 82 à 83 à Valence puis 76 à 85 à Málaga. Lors de ces rencontres, de Colo réussit 11 points, 1 rebond et 1 passe en 29,2 minutes puis 2 points, 2 rebonds et 1 passe en 10,2 minutes. Pour sa première saison dans la ligue espagnole, Nando de Colo est classé à la quatrième place d'un classement des meneurs, derrière Ricky Rubio, Sergio Llull et Pablo Prigioni. Ce classement est déterminé par les votes des entraîneurs, joueurs et fans.

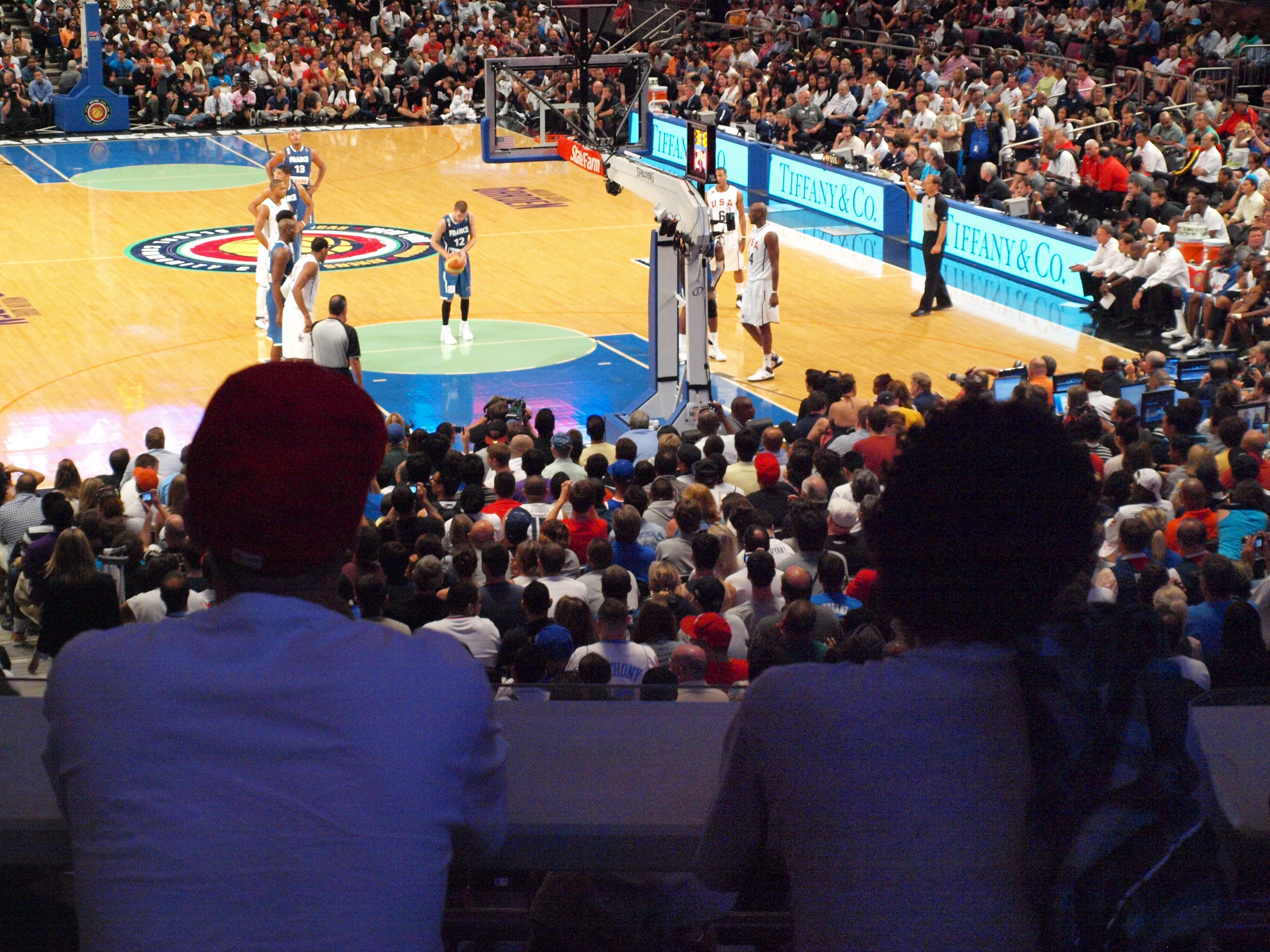
Nando de Colo se prépare à tirer un lancer franc lors du World Basketball Festival 2010, le 15 août à New York.

Le profil de Nando de Colo, capable d'évoluer sur les deux postes de la base arrière, meneur et arrière, est particulièrement intéressant pour Vincent Collet, le sélectionneur français, lors de la campagne 2010 de l'équipe de France. En effet, l'équipe est privée de Tony Parker qui a décidé de faire une pause avec les Bleus après de nombreux étés passés en sélection. Le sélectionneur doit également faire face aux forfaits de Rodrigue Beaubois et d'Antoine Diot qui devaient occuper le poste de meneur. Le début de la préparation voit les Français subir trois défaites sur le continent américain, dont l'une dans le cadre prestigieux du Madison Square Garden face à la sélection américaine. Lors du championnat du monde disputé en Turquie, Nando de Colo se voit octroyer un temps de jeu moyen de 22 minutes 5, temps qu'il utilise pour marquer 8,8 points, capter 1,8 rebond, délivrer 2,2 passes et réaliser 0,8 interception. Lors du huitième de finale opposant la France au pays hôte, la Turquie, match perdu sur le score de 95 à 77, il inscrit 15 points, attrape 3 rebonds, réussit 1 passe mais concède 4 pertes de balle en 24 minutes.
Pour sa deuxième saison avec le club de Valence, Nando de Colo découvre l'Euroligue. Il dispute au total 19 rencontres dans cette compétition, pour des moyennes de 10,1 points, 2,6 rebonds et 1,6 passe en 21 minutes 27. Sa meilleure performance en termes de points a lieu face au Žalgiris Kaunas (17 points). Il réalise sa meilleure performance en termes d'évaluation lors du quatrième match de la série de quart de finale face au Real Madrid : 12 points, 4 rebonds, 5 passes et 2 interceptions. Valence termine sa saison européenne lors de cette série en s'inclinant lors de la cinquième et ultime manche sur le score de 66 à 58. C'est également le Real qui élimine Valence en demi-finale de la Coupe du Roi, match où de Colo inscrit 9 points, capte 2 rebonds et délivre 1 passe en 21 minutes 30. En championnat, Valence termine au troisième rang de la saison régulière mais s'incline ensuite au premier tour des play-offs face à Bilbao sur le score de deux à zéro. Les statistiques de Nando de Colo sur la phase régulière sont de 10,7 points, 2,46 rebonds et 2,16 passes en 20 minutes 16.
Nando de Colo fait partie de la sélection de Vincent Collet pour la campagne 2011 de l'équipe de France qui joue le championnat d'Europe en Lituanie. Lors des matchs du premier tour de la compétition, de Colo semble en retrait offensivement dans un rôle de sixième homme en remplacement de Mickaël Gelabale, Nicolas Batum ou Tony Parker. Il profite de l'absence de Gelabale sur blessure lors du match contre la Lituanie pour mettre à profit son talent offensif pour terminer meilleur marqueur de la rencontre avec 21 points. Il ajoute également 4 rebonds et 5 interceptions. Il réédite une performance de haut niveau en quart de finale face à la Grèce (16 points). Il est finalement médaillé d'argent après la finale perdue face à l'Espagne (98-85). De Colo termine la compétition avec 6,5 points, 2,1 rebonds et 0,9 passe, 1,1 interception en 18 minutes 2 de moyenne (11 matchs).
Nando de Colo confirme son statut lors de sa troisième saison en Liga Endesa, nouveau nom officiel de la Liga ACB. Il est désigné meilleur joueur de la sixième journée avec des statistiques de 28 points, trois sur trois à trois points, cinq sur huit à deux points et neuf sur dix aux lancer-francs. Il ajoute neuf rebonds, deux interceptions et onze fautes provoquées pour une évaluation de 37. Sur l'ensemble de la saison, il se classe au dixième rang des marqueurs avec une moyenne de 13,1, deuxième des intercepteurs avec 1,68 par rencontre, neuvième au pourcentage au lancer-francs avec 85,85 % mais également neuvième au nombre de balles perdues avec 2,29. Valence, avec un bilan de vingt victoires pour quatorze défaites, termine au quatrième rang de la saison régulière. En playoffs, Valence élimine le club basque de Lagun Aro GBC sur le score de deux à un avant de s'incliner en demi-finale face à Barcelone sur le score de trois à un.
Sur la scène européenne, Valence dispute l'EuroCoupe. Après un premier tour terminé avec un bilan de quatre victoires et deux défaites, le club de Valence termine invaincu dans son groupe de Top 16 puis s'impose en quart de finale face au club monténégrin du KK Budućnost Podgorica. Opposés aux Lituaniens du Lietuvos Rytas au Final Four disputé à Moscou, les Espagnols s'imposent sur le score de 80 à 70 avant d'affronter le BC Khimki Moscou qui évolue à domicile. Celui-ci s'impose sur le score de 77 à 68. Lors de cette dernière rencontre, de Colo inscrit sept points. Sur l'ensemble de la compétition, ses statistiques sont de 11,3 points, 2 rebonds, 3,7 passes, 1,6 interception et 2,2 balles perdues.

### Spurs de San Antonio (2012-2014)

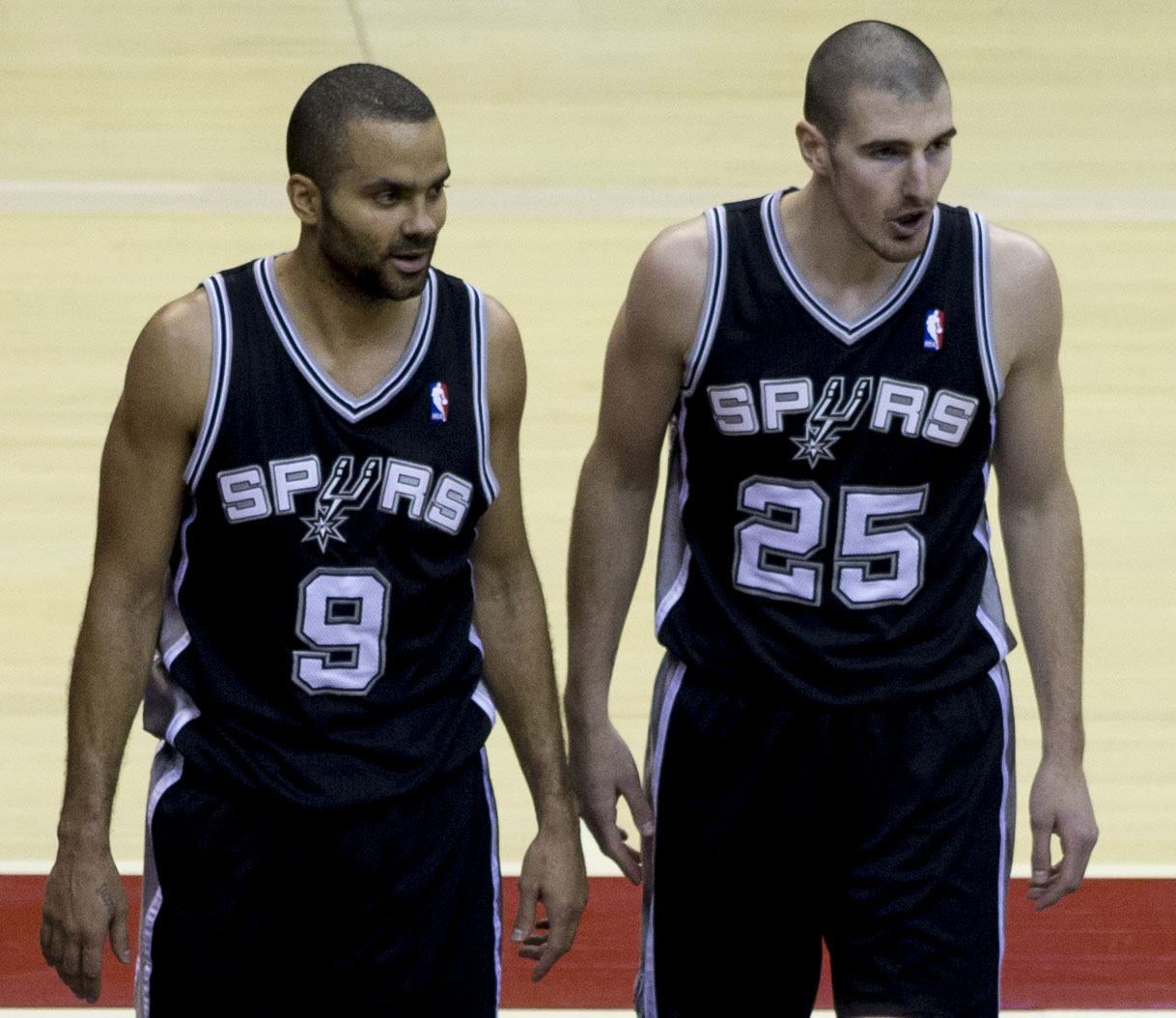
Nando de Colo et Tony Parker avec les Spurs de San Antonio.

Nando de Colo s'avère particulièrement important lors de la préparation des Jeux olympiques de 2012 à Londres : l'équipe de France est alors privée de Tony Parker pour une blessure à l'œil, de Nicolas Batum, restricted free agent et en attente de la signature d'un contrat, et de Boris Diaw, sans club. Il termine meilleur marqueur français lors des matchs de préparation face à l'Italie, l'Espagne à Madrid, la Belgique et l'Australie.
Durant cette préparation, de Colo s'engage le 10 juillet 2012 pour deux années au profit des Spurs de San Antonio (NBA) et pour 2,8 millions de dollars où il rejoint ses compatriotes Tony Parker (avec les Spurs depuis 2001) et Boris Diaw qui s'est lui aussi rengagé pour deux saisons.
Après un match face aux États-Unis où il présente des statistiques de 7 points, 2 rebonds et 3 passes, mais avec un pourcentage de 20 % à trois points, il enchaîne par 11 points, 4 rebonds et 2 passes face à l'Argentine lors d'une victoire 71 à 64 importante en vue de la qualification. Lors des trois matchs suivants, son apport offensif est de 8, 6 et 8 points. Dans le même temps, il capte 5, 4 et 3 rebonds et délivre 1, 4 et 4 passes. Opposée à l'Espagne, troisième de son groupe, en quarts de finale, la France s'incline sur le score de 66 à 59. Durant cette rencontre, de Colo, 0 sur 1 à deux points et 0 sur 2 à trois points, inscrit seulement deux lancers. Il capte deux rebonds, mais subit deux pertes de balle. Ses statistiques sur l'ensemble du tournoi, 7 points, avec 47,2 % à deux points, 29,2 % à trois points et 87,5 % aux lancers-francs, 2,7 rebonds, 2,3 passes. Il concède un total de 17 pertes de balles pour seulement 10 interceptions réalisées,.  Le 2 décembre 2012, il est envoyé chez les Toros d'Austin en NBA Development League. Mais le lendemain, les Spurs décident de le rappeler.

### Raptors de Toronto (2014)
Le 20 février 2014, de Colo est échangé contre Austin Daye et part aux Raptors de Toronto,.
Déçu du faible temps de jeu et des faibles responsabilités qui lui sont alloués en NBA (« Ce qui a été dur, c'est de jouer beaucoup avant les playoffs et, dès que les playoffs ont commencé, de ne plus avoir de temps de jeu. La deuxième année a été beaucoup plus dure : j'ai été vite mis à l'écart chez les Spurs. Ensuite, ça s'est un peu mieux passé avec les Raptors »), il décide de répondre favorablement aux sollicitations de clubs européens malgré la sollicitation des Raptors pour qu'il reste dans la franchise.
Le 16 mai 2014, il fait partie de la liste des vingt-quatre joueurs présélectionnés pour la participation à la Coupe du monde 2014 en Espagne. En août, de Colo se fracture la main gauche lors d'un match de préparation et doit déclarer forfait pour la coupe du monde.

### CSKA Moscou (2014-2019)
En juillet 2014, de Colo signe un contrat de deux ans avec le CSKA Moscou, un des meilleurs clubs européens. En janvier 2015, de Colo est nommé meilleur joueur de la 3e journée du Top 16 de l'Euroligue. Lors de la victoire du CSKA face à l'Anadolu Efes, il marque 22 points à 12 sur 13 au lancer franc, prend 7 rebonds et fait 4 interceptions. Quelques jours plus tard, lors d'une rencontre contre l'Unicaja Málaga, il établit un nouveau record de nombre de points marqués sans manquer un seul tir : il marque 28 points à 7 sur 7 à deux points, 4 sur 4 à trois points et 2 sur 2 au lancer franc. De Colo est aussi nommé meilleur joueur du mois de janvier d'Euroligue. De Colo est de nouveau nommé meilleur joueur lors de la 7e journée du Top 16 de l'Euroligue avec une évaluation de 29 réalisée lors de la victoire du CSKA sur l'Olimpia Milan. De Colo est nommé MVP de la VTB United League 2014-2015. Son transfert à Moscou constitue une relance de sa carrière, lui permettant d'avoir plus de temps de jeu qu'en NBA tout en étant performant en club. Pleinement à l'aise au CKSA, il explique : « C'est la première fois que j'ai autant de responsabilités dans une équipe. Je peux être vraiment libre dans mon jeu. »
Présélectionné en équipe de France pour le championnat d'Europe 2015, il profite de la préparation pour figurer dans le cinq majeur de la sélection. Vincent Collet parle de « montée en puissance » pour qualifier l'évolution du joueur qui fait partie des douze joueurs retenus pour disputer la compétition. Lors de celle-ci, il figure dans le cinq majeur de la sélection française, évolue comme un second meneur tel qu'il peut le faire en club avec le Serbe Miloš Teodosić et réalise sa meilleure campagne en équipe nationale, qui remporte la médaille de bronze à domicile. Il fait également partie du meilleur cinq de la compétition.
De retour à Moscou, de Colo joue sur un rythme encore plus élevé lors de la saison 2015-2016. Leader de l'équipe avec Teodosić, il brille autant en championnat qu'en Euroligue, dont il est l'un des favoris pour remporter le titre de MVP en fin de saison,. Il est notamment élu meilleur joueur d'Euroligue du mois de février 2016. De Colo remporte le titre de meilleur marqueur de l'Euroligue (avec 18,92 points de moyenne par rencontre en saison régulière et Top 16), devançant son coéquipier Teodosić, puis le titre de meilleur joueur de la saison (MVP) dans cette compétition où il est à la fois meilleur marqueur et figure dans les dix premiers pour l'adresse au tir et le nombre de passes décisives. En finale, le CSKA Moscou de de Colo remporte le titre contre le Fenerbahçe Ülker. Le club russe a à un moment plus de 20 points d'avance mais doit disputer la prolongation avant de s'imposer 101-96. De Colo, auteur de 10 points en prolongation et de 52 sur le Final Four, un record, est désigné MVP du Final Four. En fin de saison, son contrat fait l'objet d'une prolongation de trois saisons.
Lors de l'Euroligue 2017-2018, le CSKA atteint encore le Final Four et de Colo est sélectionné dans le meilleur cinq de la compétition. De Colo est nommé meilleur joueur de la saison régulière en ligue VTB.
Après une nouvelle victoire en Euroligue et en VTB United League, Nando de Colo décide de ne pas prolonger avec le club moscovite. En cinq saisons avec le CSKA, De Colo aura participé à 292 matchs pour une moyenne de 16,4 points, 2,9 rebonds et 3,9 passes décisives en 24 minutes de jeu.

### Fenerbahçe (2019-2022)
En juillet 2019, de Colo rejoint le Fenerbahçe, club d'Istanbul dont l'entraîneur est Željko Obradović.
En octobre 2019, lors de la troisième journée de la saison régulière de l'Euroligue, de Colo marque 39 points (12 sur 15 à deux points et 3 sur 6 à trois points) contre le Saski Baskonia. Cette performance est un nouveau record personnel et il se situe à deux points du record de la compétition détenu conjointement par quatre joueurs. De Colo est nommé MVP de cette journée d'Euroligue.
En janvier 2020, de Colo atteint les 3 000 points en carrière en Euroligue et rejoint des légendes de la compétition qui ont cumulé autant de points (Juan Carlos Navarro, Vasílios Spanoúlis, Yórgos Príntezis, Paulius Jankūnas et Felipe Reyes). Il devient aussi le joueur le plus rapide à atteindre cette barre : il n'a eu besoin que de 186 rencontres.
En juin 2021, de Colo prolonge son contrat avec le Fenerbahçe pour la saison 2021-2022. Lors de cette saison, il se blesse à la main gauche lors d'un match d'Euroligue face à Villeurbanne. Atteint d'une fracture du deuxième métacarpe, il subit une intervention chirurgicale et a une indisponibilité estimée à deux mois.

### ASVEL Lyon-Villeurbanne (depuis 2022)
Le 30 juin 2022, il signe un contrat de deux saisons avec l'ASVEL Lyon-Villeurbanne,.
En février 2023, il dépasse Níkos Gális et devient le meilleur marqueur en points cumulés dans les différentes coupes d'Europe. Il reste toutefois 3e meilleur marqueur en EuroLigue.
Le 8 juillet 2024, il dispute son 200e match en équipe de France à l'occasion d'une rencontre préparatoire au tournoi olympique de Paris 2024 disputée contre l'Allemagne. Trois jours plus tard, l'ASVEL annonce l'extension du contrat de de Colo jusqu'en juin 2027. Nando de Colo fait partie de la sélection olympique qui, trois ans après, remporte à nouveau la médaille d'argent après une défaite en finale face aux États-Unis. Il arrête sa carrière internationale à l'issue du tournoi olympique.

### Famille
Nicole de Colo-Letien, la mère de Nando, est une ancienne joueuse de basket-ball qui a évolué à l'ASPTT Arras. Nicole de Colo a porté le n°12 en hommage à son frère — c'était sa date de naissance — qui avait dû arrêter le cyclisme à cause de problèmes d'efforts (Nando porte ce numéro en équipe de France).
Sa sœur cadette, Jessie de Colo, est une joueuse professionnelle de basket-ball qui a joué à Limoges, Toulouse et Saint-Étienne.
Il est le père de trois filles, Lola née en 2014, Alicia née en 2019[réf. nécessaire] et Elena, née en octobre 2020. 

## Records personnels sur une rencontre en NBA
Les records personnels de Nando de Colo, officiellement recensés par la NBA sont les suivants :
| Type de statistique         | Saison régulière | Saison régulière                          | Saison régulière                | Playoffs | Playoffs                                      | Playoffs                    |
| Type de statistique         | Record           | Adversaire                                | Date                            | Record   | Adversaire                                    | Date                        |
| --------------------------- | ---------------- | ----------------------------------------- | ------------------------------- | -------- | --------------------------------------------- | --------------------------- |
| Points en un match          | 15               | @ Heat de Miami @ Bobcats de Charlotte    | 29 novembre 2012 8 février 2014 | 2        | Lakers de Los Angeles @ Lakers de Los Angeles | 21 avril 2013 26 avril 2013 |
| Paniers marqués en un match | 6                | @ Thunder d'Oklahoma City                 | 17 décembre 2012                | 1        | @ Lakers de Los Angeles                       | 26 avril 2013               |
| Paniers tentés en un match  | 12               | @ Knicks de New York                      | 16 avril 2014                   | 2        | @ Lakers de Los Angeles                       | 26 avril 2013 28 avril 2013 |
| Paniers à 3 points réussis  | 3                | Cavaliers de Cleveland Bucks de Milwaukee | 16 mars 2013 19 janvier 2014    |          |                                               |                             |
| Paniers à 3 points tentés   | 6                | @ Bobcats de Charlotte                    | 8 décembre 2012                 | 2        | @ Lakers de Los Angeles                       | 28 avril 2013               |
| Lancers francs réussis      | 5                | @ Heat de Miami                           | 29 novembre 2012                | 2        | Lakers de Los Angeles                         | 21 avril 2013               |
| Lancers francs tentés       | 6                | @ Heat de Miami                           | 29 novembre 2012                | 2        | Lakers de Los Angeles                         | 21 avril 2013               |
| Rebonds offensifs           | 3                | @ Heat de Miami                           | 29 novembre 2012                | 1        | @ Lakers de Los Angeles                       | 26 avril 2013 28 avril 2013 |
| Rebonds défensifs           | 7                | Magic d'Orlando                           | 3 avril 2013                    | 1        | 3 fois                                        |                             |
| Rebonds totaux              | 8                | @ Bobcats de Charlotte                    | 8 décembre 2012                 | 1        | 5 fois                                        |                             |
| Passes décisives            | 9                | @ Warriors de Golden State                | 15 avril 2013                   | 1        | @ Lakers de Los Angeles @ Heat de Miami       | 26 avril 2013 13 juin 2013  |
| Interceptions               | 5                | @ Warriors de Golden State                | 15 avril 2013                   |          |                                               |                             |
| Contres                     | 1                | 12 fois                                   |                                 |          |                                               |                             |
| Balles perdues              | 5                | @ Heat de Miami @ Grizzlies de Memphis    | 29 novembre 2012 1er avril 2013 |          |                                               |                             |
| Minutes jouées              | 34               | @ Heat de Miami                           | 29 novembre 2012                | 4        | 4 fois                                        |                             |

- Double-double : aucun.
- Triple-double : aucun.

## Palmarès

### En club
| Cholet Basket - Semaine des As : - Vainqueur en 2008 - Coupe de France : - Finaliste en 2008 - EuroChallenge : - Finaliste en 2009 |  | Valencia Basket Club - EuroCoupe : - Vainqueur en 2010 - Finaliste en 2012 |  | Spurs de San Antonio - Conférence Ouest : - Champion en 2013 - Division Sud-Ouest : - Champion en 2013 |  | CSKA Moscou - VTB United League : - Champion en 2015, 2016, 2017, 2018 et 2019 - Euroligue : - Vainqueur en 2016 et 2019 |  | Fenerbahçe - Coupe de Turquie : - Vainqueur en 2020 - Championnat de Turquie - Champion en 2022 |  | ASVEL - Leaders Cup : - Vainqueur en 2023 |

### Sélection nationale
- Médaille d'argent au championnat d'Europe 2011 en Lituanie.
- Médaille d'or au championnat d'Europe 2013 en Slovénie.

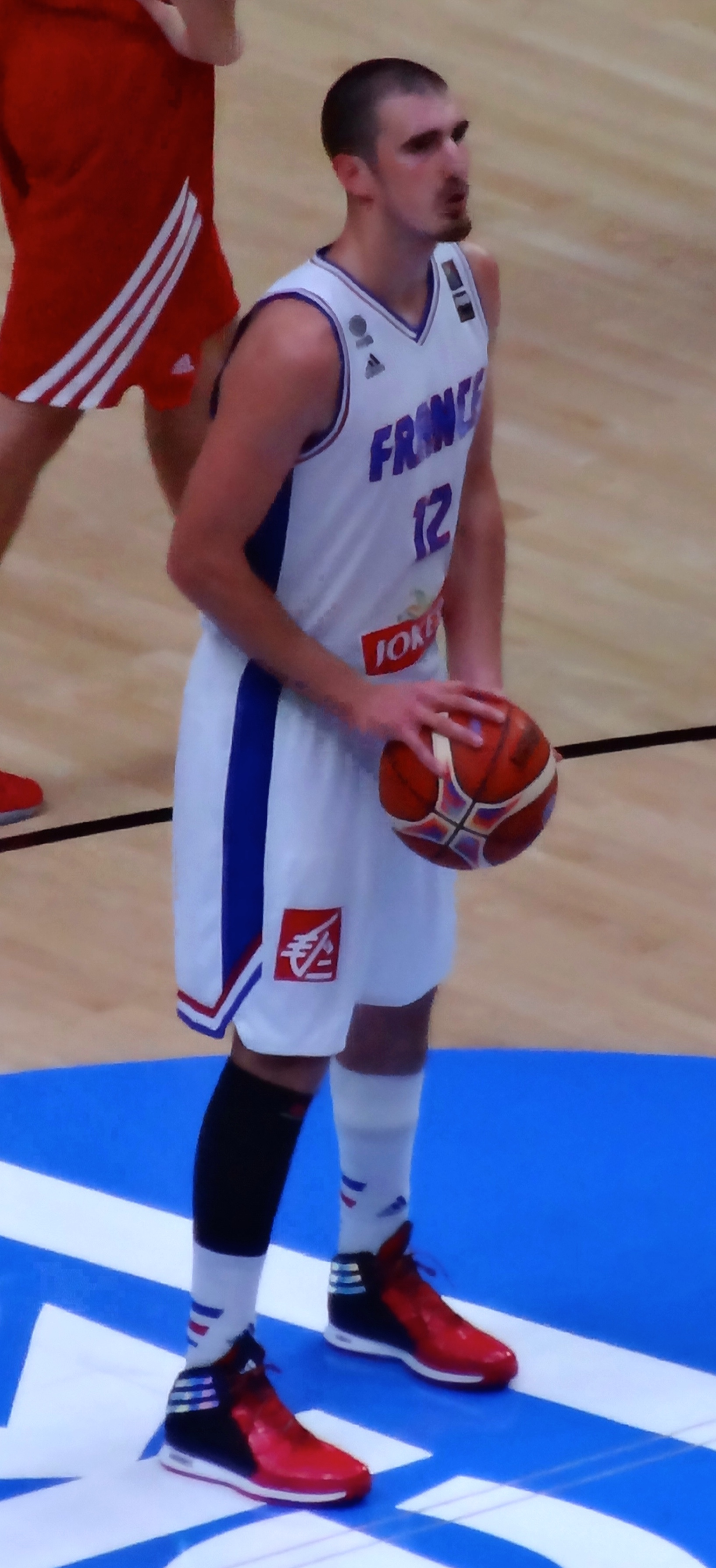
De Colo lors de l'Eurobasket 2015.

- Médaille de bronze au championnat d'Europe 2015 en France.
- Médaille de bronze à la Coupe du monde 2019 en Chine.
- Médaille d'argent aux Jeux olympiques en 2021 à Tokyo.
- Médaille d'argent aux Jeux olympiques en 2024 à Paris.

### Distinctions personnelles
- Élu MVP du All-Star Game LNB 2007.
- Élu MVP français de la saison régulière de Pro A 2007-2008.
- Élu joueur ayant le plus progressé de la saison régulière de Pro A 2007-2008.
- Élu MVP de la Semaine des As 2008.
- Élu dans le meilleur cinq majeur de l'EuroCoupe 2009-2010.
- Élu MVP de la 3e journée du Top 16 de l'EuroCoupe 2010-2011.
- Élu MVP de la 3e journée du Top 16 de l'EuroCoupe 2011-2012.
- Élu MVP des 3e et 7e journées du Top 16 de l'Euroligue 2014-2015.
- Élu MVP du mois de janvier de l'Euroligue 2014-2015.
- Élu MVP du mois de février de l'Euroligue 2015-2016[80].
- Élu MVP de la saison de VTB United League 2014-2015.
- Élu dans le cinq majeur du championnat d'Europe 2015.
- Trophée Alain-Gilles du meilleur joueur français 2015[81] et 2016[82]
- Trophée Alphonso-Ford du meilleur marqueur de l'Euroligue 2015-2016.
- Élu MVP de la saison de l'Euroligue 2015-2016[47].
- Élu MVP du Final Four de l'Euroligue 2015-2016[83].
- Élu MVP de la saison de VTB United League 2015-2016.
- Élu MVP de la 3e journée de l'Euroligue 2016-2017[84].
- Élu dans le deuxième meilleur cinq majeur (All-EuroLeague Second Team) de l'Euroligue 2020-2021
- Chevalier de l'ordre national du Mérite (décret du 8 septembre 2021)[85]
- Élu MVP de la Leaders Cup 2023[86]

## Statistiques
Statistiques en Ligue nationale de basket-ball de Nando de Colo.
| Saison    | Club          | Match(s) | Min | 2pts (%) | 3pts (%) | LF (%) | Rebonds | Rebonds | Rebonds | Pd   | Int  | C    | BP   | F | Points |
| Saison    | Club          | Match(s) | Min | 2pts (%) | 3pts (%) | LF (%) | O       | D       | TRB     | Pd   | Int  | C    | BP   | F | Points |
| --------- | ------------- | -------- | --- | -------- | -------- | ------ | ------- | ------- | ------- | ---- | ---- | ---- | ---- | - | ------ |
| 2006-2007 | Cholet Basket | 28       | 24  | 60,49    | 26,47    | 89,47  | 0,93    | 1,71    | 2,64    | 2,07 | 1,14 | 0,18 | 1,75 | - | 8,04   |
| 2007-2008 | Cholet Basket | 35       | 29  | 49,77    | 38,69    | 86,23  | 0,69    | 2,51    | 3,2     | 3,66 | 0,54 | 1,8  | 2,94 | - | 15,09  |
| 2008-2009 | Cholet Basket | 28       | 28  | 51,61    | 34,35    | 87,5   | 0,57    | 2,96    | 3,54    | 3,39 | 1,04 | 0,54 | 2,36 | - | 11,74  |

Statistiques en Liga ACB de Nando de Colo.
| Saison         | Club                 | Match(s) | Min   | 2pts (%) | 3pts (%) | LF (%) | Rebonds | Rebonds | Rebonds | Pd   | Int  | C    | BP   | F    | Points |
| Saison         | Club                 | Match(s) | Min   | 2pts (%) | 3pts (%) | LF (%) | O       | D       | TRB     | Pd   | Int  | C    | BP   | F    | Points |
| -------------- | -------------------- | -------- | ----- | -------- | -------- | ------ | ------- | ------- | ------- | ---- | ---- | ---- | ---- | ---- | ------ |
| 2009-2010 (PR) | Valencia Basket Club | 31       | 26,39 | 50 %     | 40 %     | 91 %   | 0,42    | 2,48    | 2,90    | 2,35 | 1,29 | 0,16 | 3,29 | 2,98 | 13,68  |
| 2009-2010 (PO) | Valencia Basket Club | 2        | 20    | 50 %     | 20 %     | 100 %  | 0,5     | 1       | 1,5     | 1    | 0,5  | 0    | 2    | 4,5  | 6,5    |
| 2010-2011 (PR) | Valencia Basket Club | 30       | 20,16 | 55 %     | 28 %     | 92 %   | 0,53    | 1,93    | 2,46    | 2,16 | 1,06 | 0,1  | 1,66 | 1,73 | 10,7   |
| 2010-2011 (PO) | Valencia Basket Club | 2        | 20    | 60 %     | 17 %     | 100 %  | 0,0     | 0,5     | 0,5     | 1,5  | 0,5  | 0,0  | 2,0  | 1,5  | 10,0   |
| 2011-2012 (PR) | Valencia Basket Club | 34       | 27,23 | 45 %     | 38 %     | 89 %   | 0,56    | 2,5     | 3,06    | 2,88 | 1,68 | 0,03 | 2,29 | 2,12 | 12,56  |
| 2011-2012 (PO) | Valencia Basket Club | 7        | 26,57 | 47 %     | 37 %     | 86 %   | 0,28    | 2,29    | 2,57    | 2,86 | 0,86 | 0,14 | 1,0  | 2,0  | 13,29  |

Statistiques en NBA de Nando de Colo.
| Saison         | Club                 | Match(s) | Min  | 2pts (%) | 3pts (%) | LF (%)  | Rebonds | Rebonds | Rebonds | Pd  | Int | C   | BP   | F    | Points |
| Saison         | Club                 | Match(s) | Min  | 2pts (%) | 3pts (%) | LF (%)  | O       | D       | TRB     | Pd  | Int | C   | BP   | F    | Points |
| -------------- | -------------------- | -------- | ---- | -------- | -------- | ------- | ------- | ------- | ------- | --- | --- | --- | ---- | ---- | ------ |
| 2012-2013 (PR) | Spurs de San Antonio | 72       | 12,8 | 43,6 %   | 37,8 %   | 79,5 %  | 0,3     | 1,6     | 1,9     | 1,9 | 0,6 | 0,1 | 1,13 | 1,21 | 3,8    |
| 2012-2013 (PO) | Spurs de San Antonio | 5        | 2,8  | 25 %     | 0 %      | 100 %   | 0,4     | 0,4     | 0,8     | 0,4 | 0,0 | 0,0 | 0,0  | 0,2  | 0,8    |
| 2013-2014 (PR) | Spurs de San Antonio | 26       | 11,6 | 45,2 %   | 32,3 %   | 81,8 %  | 0,2     | 1,5     | 1,7     | 1,2 | 0,6 | 0,1 | 0,81 | 0,96 | 4,3    |
| 2013-2014 (PR) | Raptors de Toronto   | 21       | 9,2  | 36,7 %   | 36,4 %   | 100,0 % | 0,4     | 1,0     | 1,3     | 1,6 | 0,3 | 0,1 | 0,67 | 1,1  | 3,1    |
| 2013-2014 (PO) | Raptors de Toronto   | 1        | 4,0  | 0 %      | 0 %      | 0 %     | 0,0     | 1,0     | 1,0     | 0,0 | 0,0 | 0,0 | 0,0  | 2,0  | 0,0    |

Statistiques en VTB United League de Nando de Colo.
| Saison         | Club        | Match(s) | Min   | 2pts (%) | 3pts (%) | LF (%) | Rebonds | Rebonds | Rebonds | Pd  | Int | C   | BP  | F   | Points |
| Saison         | Club        | Match(s) | Min   | 2pts (%) | 3pts (%) | LF (%) | O       | D       | TRB     | Pd  | Int | C   | BP  | F   | Points |
| -------------- | ----------- | -------- | ----- | -------- | -------- | ------ | ------- | ------- | ------- | --- | --- | --- | --- | --- | ------ |
| 2014-2015 (PR) | CSKA Moscou | 23       | 23,52 | 56,7 %   | 44,3 %   | 87,1 % | 0,6     | 3,1     | 3,7     | 3,6 | 1,5 | 0,1 | 2,5 | 2,3 | 14,8   |
| 2014-2015 (PO) | CSKA Moscou | 9        | 21,59 | 57,1 %   | 43,8 %   | 96,6 % | 0,4     | 2,7     | 3,1     | 2,7 | 1,2 | 0,1 | 1,8 | 2,2 | 14,0   |
| 2015-2016 (PR) | CSKA Moscou | 17       | 20,36 | 58,8 %   | 41,5 %   | 97,2 % | 0,3     | 3,2     | 3,5     | 4.1 | 1,4 | 0,1 | 2,6 | 2,0 | 16,2   |

PR / phase régulière - PO : playoffs

## Sources et références
1. ↑  « Nando de Colo », sur cholet-basket.com (consulté le 9 juillet 2015).
2. ↑  « Ruddy Nelhomme élu entraîneur de l'année en ProA », sur pb86.fr, 3 mai 2010 (consulté le 8 mai 2010).
3. ↑  Euro 20 ans et moins : la France 9e, Basket News no 352 du 19 juillet 2007
4. 1 2  « Basket - Pro A - Le titre de MVP pour De Colo », sur L'Équipe, 17 mai 2008 (consulté le 8 mai 2010).
5. ↑  « Semaine des As 2008 », sur lnb.fr (consulté le 8 mai 2010).
6. ↑  « De Colo brille avec les étoiles », sur basketfrance.com, 26 mars 2008 (consulté le 8 mai 2010).
7. ↑  « L’ASVEL étouffe Cholet », sur eurosport.fr, 17 mai 2008 (consulté le 8 mai 2010).
8. ↑  « De Colo : "Je dois m'adapter" », sur Eurosport, 19 mai 2008 (consulté le 8 mai 2010).
9. ↑  Boris Diaw et Tony Parker, toujours présents lors des campagnes des Bleus, éprouvent le besoin de souffler. Mickaël Gelabale a subi une rupture des ligaments croisés du genou droit en avril 2008. Mickaël Piétrus, pour sa part, a décidé de ne pas participer aux qualifications. Ronny Turiaf et Yakhouba Diawara sont en plein négociations pour trouver un nouveau contrat NBA.
10. ↑  Nando De Colo veut partir, Cholet résiste, Basket News no 405 du 24 juillet 2008.
11. ↑  (en) « Cholet Basket 75-77 Virtus Bolognafiere », sur fibaeurope.com (consulté le 8 mai 2010).
12. ↑  (en) « Virtus BolognaFiere Beat Brave Cholet », sur fibaeurope.com, 26 avril 2009 (consulté le 8 mai 2010).
13. ↑  « Nando de Colo signe pour 2 ans à Valence », sur basketusa.com, 11 juin 2009 (consulté le 8 mai 2010).
14. ↑  « Beaubois à Dallas, De Colo aux Spurs », site d'Eurosport (consulté le 26 juin 2009).
15. ↑  « De Colo sera bien là », site de L'Équipe (consulté le 7 juillet 2009).
16. ↑  « Les Bleus l'ont enfin fait », sur lejdd.fr, 15 septembre 2009 (consulté le 12 avril 2012).
17. ↑  « EuroBasket 2009 : Nando De Colo », sur eurobasket2009.org (consulté le 8 mai 2010).
18. ↑  (es) « Nando De Colo: "Hemos vuelto a encontrar el juego de conjunto" », sur acb.com (consulté le 8 mai 2010).
19. ↑  « 37 d’éval pour De Colo ce week-end ! », sur basketsession.com, 8 février 2010 (consulté le 8 mai 2010).
20. ↑  « Nando De Colo, meilleur meneur de l’Eurocup », sur basketsession.com, 15 avril 2010 (consulté le 8 mai 2010).
21. ↑  (en) « Alba Berlin 44-67 Power Electronics », sur eurocupbasketball.com (consulté le 8 mai 2010).
22. ↑  (es) « Power Electronics Valencia 82-83 Unicaja », sur acb.com (consulté le 25 mai 2010).
23. ↑  (es) « Unicaja 85-76 Power Electronics Valencia », sur acb.com (consulté le 25 mai 2010).
24. ↑  (en) « Ricky Rubio, Mejor Base de la ACB 2009-10 », sur acb.com (consulté le 2 juin 2010).
25. ↑  (en) « 2010 FIBA World Championship - De Colo, Nando », sur euroleague.net (consulté le 30 juillet 2011).
26. ↑  (en) « Euroleague 2010-11 - De Colo, Nando », sur euroleague.net (consulté le 30 juillet 2011).
27. ↑  (es) « copa del Rey : Real Madrid - Power Electronics Valencia : 69-59 », sur acb.com (consulté le 30 juillet 2011).
28. 1 2  (es) « De Colo Nando », sur acb.com (consulté le 25 mai 2010).
29. ↑  (en) « De Colo Fires France To Another Win », sur eurobasket2011.com, 9 septembre 2011.
30. 1 2  (es) « Nando de Colo, Jugador de la Jornada 6 de la Liga Endesa », sur acb.com (consulté le 26 juin 2012).
31. ↑  (es) «  Estadísticas individuales - Liga Endesa 2011-12  (Liga Regular) », sur acb.com (consulté le 26 juin 2012).
32. ↑  (en) « Khimky conquer the title », sur eurobasket.com, 15 avril 2012 (consulté le 26 juin 2012).
33. ↑  « Le Khimki Moscou de Gelabale sacré », sur sport.fr, 15 avril 2012 (consulté le 26 juin 2012).
34. ↑  (en) « Eurocup 2011-12 - De Colo, Nando », sur euroleague.net (consulté le 26 juin 2012).
35. ↑  « Nando de Colo comme un grand », sur lefigaro.fr, 22 juillet 2012.
36. ↑  « Basket : opéré à l'œil, Tony Parker est incertain pour les JO », sur lemonde.fr, 24 juin 2012 (consulté le 25 juin 2012).
37. ↑  Arnaud Lecomte, « De Colo rejoint Parker aux Spurs », sur lequipe.fr, 10 juillet 2012.
38. ↑  Christophe Remise, « Victoire cruciale pour les Bleus », sur lefigaro.fr, 31 juillet 2012.
39. 1 2 3  (en) « Nando De Colo's profile - 2012 Olympic Men », sur archive.fiba.com.
40. ↑  Fabrice Jouhaud, « L'Espagne élimine la France », 8 août 2012.
41. ↑  Vince Montana, « Équipe de France : le bilan individuel », sur insidebasket.com, 16 août 2012.
42. ↑  (en) « Spurs Assign Nando De Colo to Austin Toros », sur nba.com/spurs, 2 décembre 2012 (consulté le 3 décembre 2012).
43. ↑  (en) « Spurs Recall Nando De Colo from Austin Toros », sur nba.com/spurs, 3 décembre 2012 (consulté le 3 décembre 2012).
44. ↑  (en) « Spurs deal De Colo to Raptors for Daye », Associated Press, 20 février 2014.
45. ↑  Dimitri Kucharczyk, « Nando de Colo rejoint Toronto ! », sur basketusa.com, 20 février 2014.
46. 1 2 3 4  Antoine Grenapin, « "La NBA n'est plus une priorité" », lepoint.fr, 8 mars 2016 (consulté le 8 mars 2016).
47. 1 2 3  Xavier Colombani, « Nando de Colo élu meilleur joueur de la saison d'Euroligue », sur lequipe.fr, L'Équipe, 12 mai 2016.
48. ↑  Arnaud Gelb, « Équipe de France : une liste des 24 sans Tony Parker », sur basketusa.com, 16 mai 2014.
49. ↑  Fabrice Canet, « Nando De Colo forfait », Fédération française de basket-ball, 17 août 2014.
50. ↑  (en) « CSKA Moscow snags De Colo on two-year deal », Euroligue, 7 juillet 2014.
51. ↑  (en) « Top 16 Round 3 bwin MVP: Nando De Colo, CSKA Moscow », Euroligue, 17 janvier 2015.
52. ↑  (en) « bwin MVP for January: Nando De Colo, CSKA Moscow », Euroligue, 2 février 2015.
53. ↑  (en) « Top 16 Round 7 bwin MVP: Nando De Colo, CSKA Moscow », Euroligue, 14 février 2015.
54. 1 2 3  Glenn Ceillier, « Eurobasket 2015 - France : Nando De Colo ou quand quitter la NBA peut vous métamorphoser en star », sur eurosport.fr, 14 septembre 2015.
55. ↑  Yann Ohnona, « Heurtel reste à quai », L'Équipe, no 22309,‎ 17 août 2015, p. 14
56. ↑  Yann Ohnona, « De Colo en trois dimensions », L'Équipe, no 22329,‎ 6 septembre 2015, p. 10
57. ↑  « Sondage : De Colo MVP de l'Euroligue pour les directeurs sportifs », sur lequipe.fr, 14 janvier 2016.
58. ↑  « Nando De Colo, le joueur de l'année en Euroligue ? », sur lequipe.fr, 5 février 2016.
59. ↑  (en) « 2015-16 Alphonso Ford Top Scorer Trophy: Nando De Colo, CSKA Moscow », Euroligue, 3 mai 2016.
60. ↑  Y. So., avec Ar. L., « Nando De Colo et le CSKA Moscou champions d'Europe après un final haletant », sur lequipe.fr, L'Équipe, 15 et 16 mai 2016.
61. ↑  AFP, « Après une saison exceptionnelle, Nando De Colo signe pour trois ans de plus au CSKA Moscou », sur eurosport.fr, 15 juin 2016.
62. ↑  (en) « 2017-18 All-EuroLeague First Team presented by 7DAYS », EuroLigue, 10 mai 2018.
63. ↑  (en) « League Announces Individual Awards At Gala », VTB United League, 10 juin 2018.
64. ↑  « Officiel : Nando de Colo quitte le CSKA Moscou », bebasket.fr, 18 juin 2019.
65. ↑  (en) « Fenerbahce lands star guard De Colo », Euroligue, 6 juillet 2019.
66. ↑  (en) « Magical De Colo flirted with scoring record », Euroligue, 18 octobre 2019.
67. ↑  (en) « De Colo, fastest player to 3,000 points », Euroligue, 24 janvier 2020.
68. ↑  (en) « Fenerbahce extends All-EuroLeague guard De Colo », Euroligue, 23 juin 2021.
69. ↑  « Au moins deux mois d'absence pour Nando De Colo (Fenerbahçe) », sur lequipe.fr, L'Équipe, 26 décembre 2021.
70. ↑  « Nando de Colo rejoint LDLC ASVEL ! », sur ldlcasvel.com, 30 juin 2022.
71. ↑  « Nando De Colo s'engage avec l'Asvel pour deux saisons », L'Équipe, 30 juin 2022.
72. ↑  « Nando De Colo tout en haut du classement des marqueurs en Coupes d'Europe », L'Équipe, 4 février 2023.
73. ↑  avec AFP, « Nando De Colo prolonge à l'ASVEL », sur lequipe.fr, L'Équipe, 11 juillet 2024.
74. ↑  « Nando de Colo après l'obtention de la médaille d'argent aux JO de Paris 2024 : « C'est génial d'avoir fini avec ce groupe » », sur lequipe.fr, L'Équipe, 11 août 2024.
75. ↑  Vincent Le Gallois, « Le petit Nando de Rivière est devenu De Colo champion d’Europe sur un parquet slovène », La Voix du Nord, 23 septembre 2013.
76. ↑  « Aux origines des Champions d'Europe : Nando De Colo », sur cholet-basket.com, 12 mars 2014.
77. ↑  « Une nouvelle ère à Thouars », sur lanouvellerepublique.fr, 18 août 2015.
78. ↑  https://www.lequipe.fr/Basket/Actualites/Nando-de-colo-apres-la-qualification-des-bleus-en-finale-des-jo-de-tokyo-c-est-dur-a-realiser/1276370
79. 1 2  (en) « Nando de Colo : Career Stats and Totals », sur nba.com (consulté le 19 avril 2014).
80. ↑  (en) « Turkish Airlines Euroleague, February MVP: Nando De Colo, CSKA Moscow », sur Euroleague.net, Euroligue, 29 février 2016.
81. ↑  « Nando De Colo, élu meilleur joueur français de l'année, premier lauréat du Trophée Alain Gilles », sur lequipe.fr, 16 octobre 2015 (consulté le 1er septembre 2016).
82. ↑  Gabriel Pantel-Jouve, « NANDO DE COLO ÉLU BASKETTEUR FRANÇAIS DE L'ANNÉE 2016 », sur bebasket.fr, 17 octobre 2016 (consulté le 18 octobre 2016).
83. ↑  (en) « Championship Game: Fenerbahce Istanbul 96-101 CSKA Moscow », Euroligue, 15 mai 2016.
84. ↑  (en) « Regular Season Round 3 MVP: Nando De Colo, CSKA Moscow », sur euroleague.net, Euroligue, 27 octobre 2016.
85. ↑  Décret du 8 septembre 2021 portant promotion et nomination
86. ↑  « LDLC ASVEL surclasse Bourg en finale de la Leaders Cup ! », sur Betclic ELITE, 19 février 2023 (consulté le 20 février 2023).
87. ↑  « LNB Saison 2006/2007 - De Colo Nando », sur lnb.fr (consulté le 7 mai 2010).
88. ↑  « LNB Saison 2007/2008 - De Colo Nando », sur lnb.fr (consulté le 7 mai 2010).
89. ↑  « LNB Saison 2008/2009 - De Colo Nando », sur lnb.fr (consulté le 7 mai 2010).
90. ↑  (en) « Nando De Colo », sur vtb-league.com (consulté le 5 février 2016).